# Zane Kapeli
Pas d'image ? Cliquez ici

a Compétitions nationales et continentales officielles uniquement.

b Matchs officiels uniquement.
Dernière mise à jour le 7 décembre 2022.
Zane Kapeli, né le 28 septembre 1992 à Auckland (Nouvelle-Zélande), est un joueur de rugby à XV international tongien évoluant principalement au poste de troisième ligne aile. Il évolue avec la franchise néo-zélandaise des Chiefs en Super Rugby depuis 2021. Il mesure 1,92 m pour 130 kg.

## Carrière

### En club
Zane Kapeli commence sa carrière professionnelle en 2013, lorsqu'il rejoint l'équipe néo-zélandaise de Waikato évoluant en NPC, après une bonne saison avec le club du Hamilton Marist RFC dans le championnat amateur de cette province. Il joue trois saisons avec cette province, disputant un total de dix-huit matchs.
En 2018, après deux ans passés à jouer au niveau amateur, il retrouve le niveau professionnel avec Bay of Plenty en NPC.
Au mois de novembre 2019, grâce à ses performances au niveau international, il est retenu dans l'effectif des Highlanders pour la saison 2020 de Super Rugby. Il ne dispute cependant pas la moindre rencontre, et quitte la franchise au terme de la saison.
Lors de la présaison 2021, il participe aux camps d'entrainements des Hurricanes, mais ne parvient pas à obtenir un contrat professionnel. Penssant avoir laissé passé sa chance de jouer en Super Rugby, il retourne alors vivre à Hamilton, où il termine son apprentissage en maçonnerie, et joue avec son ancienne équipe amateur des Hamilton Marist. En avril 2021, il est appelé par l'entraîneur des Chiefs, Clayton McMillan, dont l'effectif fait alors face à de nombreuses blessures en troisième ligne. Il met alors sa carrière de maçon de côté, pour rejoindre immédiatement les Chiefs. Il joue son premier match en Super Rugby Aotearoa le 1er mai 2021, contre les Blues. Titulaire au poste de troisième ligne aile, il se fait alors remarquer par son activité défensive, et le placage impressionnant assené au demi d'ouverture adverse Otere Black. La semaine suivante, grâce à ses performances et sa polyvalence, il est présent sur la feuille de match lors de la finale de la compétition, que son équipe perd face aux Crusaders,. Il joue ensuite cinq rencontre lors du Super Rugby Trans-Tasman.
Sa saison 2021 est brutalement interrompue par une grave blessure au genou subie en sélection, qui l'écarte des terrains pendant neuf mois, et lui fait manquer l'intégralité de la saison 2021 de NPC et 2022 de Super Rugby,. 

### En équipe nationale
Zane Kapeli est sélectionné pour la première fois avec l'équipe des Tonga en novembre 2018, et joue son premier match international le 10 novembre 2018 contre les Barbarians français. Il obtient sa première cape officielle deux semaines plus tard, le 24 novembre 2018 à l’occasion d’un test-match contre l'équipe de Géorgie à Tbilissi,.
En 2019, il est retenu dans le groupe tongien pour disputer la Coupe du monde au Japon. Il dispute quatre matchs dans cette compétition, et fait particulièrement remarquer pour son placage virulent sur le numéro 8 anglais Billy Vunipola lors du match opposant leurs deux nations.

## Palmarès

### En club
- Finaliste du Super Rugby Aotearoa en 2021 avec les Chiefs.

## Statistiques
- 15 sélections avec les Tonga depuis 2018.
- 5 points (1 essai).

- Participation à la Coupe du monde 2019 (4 matchs).